# Henning Jensen
Henning Jensen (Nørresundby, 17 augustus 1949 – 4 december 2017) was een Deens voetballer.

## Clubcarrière
Jensen begon in zijn geboorteplaats bij de plaatselijke club Nørresundby BK, destijds het vierde niveau in Denemarken. In 1972 verhuisde hij naar het Duitse Borussia Mönchengladbach. Hij kon daar al snel op een basisplaats rekenen en speelde 125 wedstrijden voor de Duitse club waar hij 44 treffers maakte. In de vier jaar dat hij daar speelde won hij tweemaal het landskampioenschap in de Bundesliga (1974/75, 1975/76), eenmaal de Duitse beker en in 1975 de Uefa Cup. In 1973/74 werd Mönchengladbach 2e vlak achter Bayern München.
De bij de fans populaire Deen vertrok in 1976 naar Real Madrid. Hier kende hij individueel minder succes dan in Duitsland, maar zijn basisplaats kwam er nooit in gevaar. Hij speelde er 81 wedstrijden en scoorde er 16 maal. Hij won er met de Madrileense club tweemaal het landskampioenschap (1977/78, 1978/79).
Na drie jaar verkaste Jensen in 1979 naar het Ajax van de coaches Cor Brom en Leo Beenhakker. Hij kwam in Amsterdam Deense voetballers als Frank Arnesen en Søren Lerby tegen (en 2 jaar later ook nog heel even Jesper Olsen). De gelouterde voetballer moest er op dertigjarige leeftijd voor het eerst vechten voor zijn positie in het elftal. De middenvelder had grote concurrentie van Frank Arnesen, Dick Schoenaker en Søren Lerby, het trio dat een van de sterkste (aanvallende) middenvelden van Europa vormde.

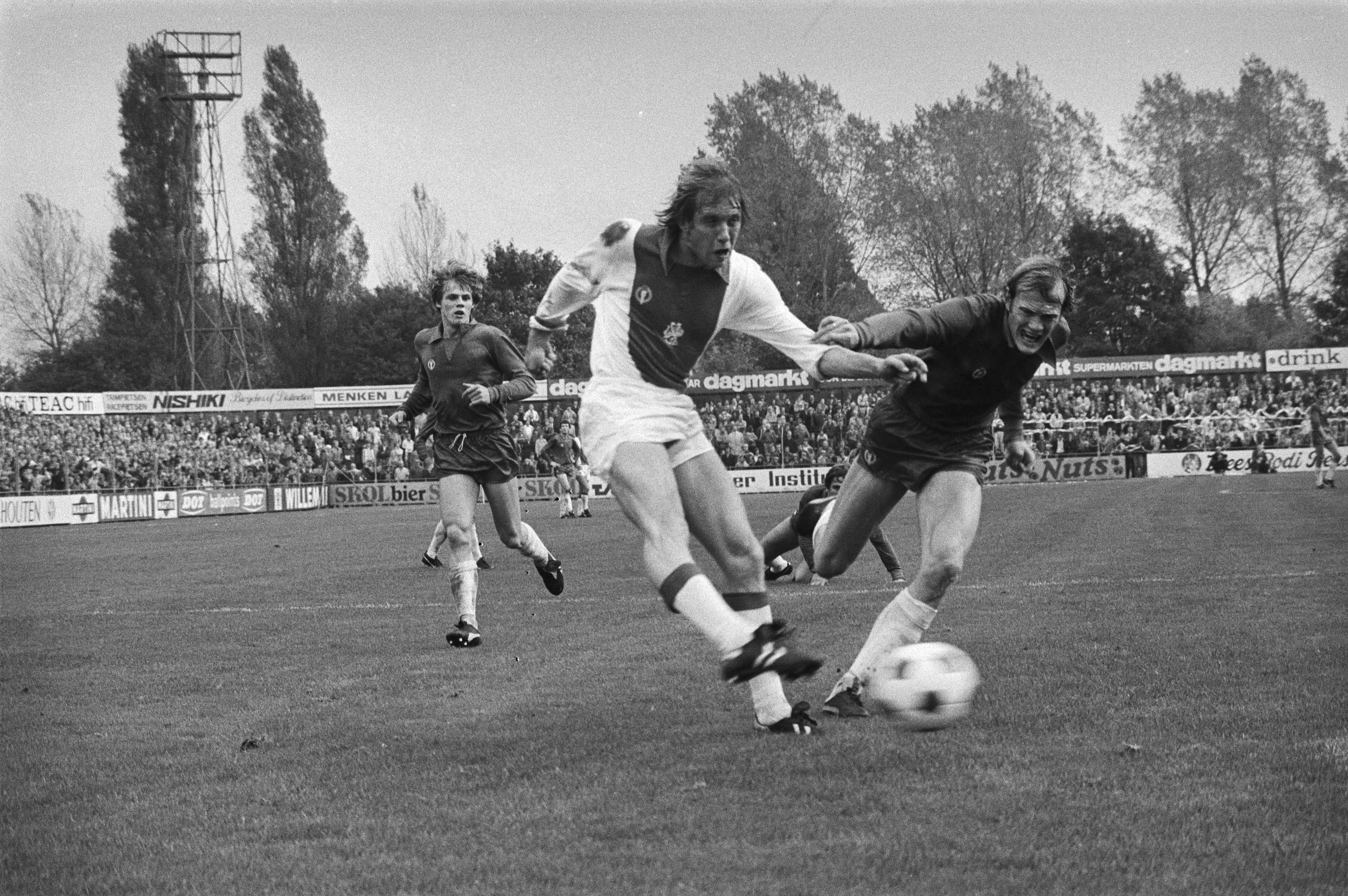
Bekerduel Haarlem-Ajax (2-4) op 14 oktober 1979: Henning Jensen (Ajax, wit-rood-wit 3-baans-shirt) in duel met Piet Huyg (Haarlem). Jensen scoort 1-1.

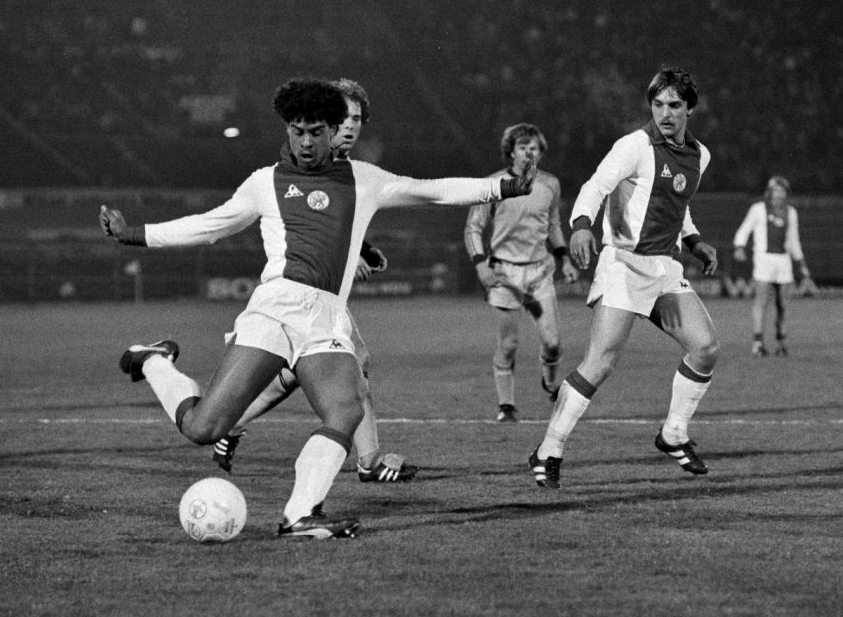
5-11-1980 EC 1 Ajax-Bayern München 2-1, Frank Rijkaard scoort 2-0; rechts op de voorgrond Edo Ophof, rechts op de achtergrond met afgezakte kousen Henning Jensen.

Hij begon op de positie van spits, toen aanvaller Ray Clarke verkocht werd. Daarna speelde hij een periode op de vleugels. Toen Arnesen geblesseerd raakte (± begin december 1979-half februari 1980) verhuisde Jensen naar het middenveld, waar hij zijn beste wedstrijden speelde voor de Amsterdamse club. Een enkele maal speelde Jensen ook als libero, als Ajax met een 3-mans middenveld Dick Schoenaker, Frank Arnesen, Sören Lerby speelde, zoals tijdens de wedstrijd Ajax-FC Twente 5-3 in het seizoen 1980/1981 op 30 november 1980. In het seizoen 1979/1980 werd Jensen met Ajax kampioen van de eredivisie en ook werd een halve finale in het Europa Cup I-toernooi voor landskampioenen behaald, met 31 goals vóór en 8 goals tegen. Ook werd de bekerfinale bereikt, deze werd uit in Rotterdam verloren: Feyenoord-Ajax 3-1. Hij speelde zelf niet mee; jeugdspeler Frank Janssen droeg zijn shirt met nummer 7. In 1980/1981 eindigde Jensen met Ajax na een 8e positie tijdens de winterstop na een inhaalrace nog net als 2e en werd opnieuw de bekerfinale bereikt, die ditmaal thuis in Amsterdam met 1-3 van de superieure landskampioen en verliezend EuropaCup III-finalist AZ'67 werd verloren. Henning Jensen was gewoon om met afgezakte kousen te spelen, net als Søren Lerby en Dick van Dijk.
In juli 1981 keerde Jensen terug naar Denemarken, waar hij zijn loopbaan afbouwde bij eerst Aarhus GF en ten slotte zijn oude club Nørresundby BK.

## Interlandcarrière
Tussen 1972 en 1980 heeft hij 21 keer zijn opwachting gemaakt in het Deense elftal. Hierin maakte hij 9 doelpunten. In 2006 werd Jensen genomineerd voor de "Beste Deense voetballer aller tijden", samen met (oud-) spelers als Preben Elkjær Larsen, Brian Laudrup, Michael Laudrup, Morten Olsen, Peter Schmeichel, Allan Simonsen en Jon Dahl Tomasson.